# Hatzfeld (geslacht)
Hatzfeld is de naam van een hoogadelijk geslacht in Duitsland.
Het geslacht is afkomstig uit Hatzfeld (Eder) in Hessen en wordt voor het eerst in 1213 vermeld. Ten gevolge van het huwelijk van Jan van Hatzfeld (1354-1407) met Jutta, de zuster en erfgename van de laatste heer van Wildenburg werden de heerlijkheden Wildenburg en Schönstein verworven. Deze heerlijkheden waren rijksvrij maar hadden geen zetel in de Rijksdag.
Het geslacht kende vele vertakkingen, waarvan de belangrijkste hier vermeld worden.
Na de dood van Gottfried VII omstreeks 1425 ontstonden de volgende twee takken;
- Johan IV (overleden 25-4-1476) is de stamvader van de twee takken die in de negentiende eeuw nog bestaan
- Gottfried X (overleden 20-4-1469) is de stamvader van de latere tak Hatzfeld-Gleichen, die in 1794 uitsterft.

Johan IV werd onder andere opgevolgd door zijn zoon Johan VI. Na diens dood op 20-9-1503 ontstonden de volgende twee takken:
- Johan X: Hatzfeld-Wildenburg-Weissweiler
- Herman II: Hatzfeld-Werther-Schönstein (later Hatzfeld-Trachenberg)

## Hatzfeld-Wildenburg
Ten gevolge van huwelijk van Johan X in 1509 met Johanna van Harff werd Weissweiler verworven. Op 30 juli 1629 werden de heren tot rijksvrijheer verheven en op 27 mei 1635 tot rijksgraaf. Artikel 24 van de Rijnbondakte van 12 juli 1806 stelde de heerlijkheid Wildenburg onder de soevereiniteit van het groothertogdom Berg: de mediatisering.
Op 10 mei 1870 werden de graven door de koning van Pruisen tot vorst verheven.

## Hatzfeld-Trachenberg
Ten gevolge van het huwelijk van Herman II met Anna Droste van Weghausen werd de heerlijkheid Werther verworven. Op 25 oktober 1575 werden de heren tot rijksvrijheer verheven. In 1681 werd na het uitsterven van een oudere tak de heerlijkheid Schönstein verworven. Op 1 mei 1761 werden de vrijheren tot rijksgraaf verheven. Na het uitsterven van de tak Hatzfeld-Gleichen in 1794 werd het vorstendom Trachenberg in Silezië verworven. Pp 10 juli 1803 werd de graaf door de koning van Pruisen tot vorst verheven. Op 1 januari 1900 werden de titels hertog te Trachenberg, vorst van Hatzfeld verleend.

## Hatzfeld-Gleichen
Op 27 mei 1635 werden de heren uit deze tak tot rijksgraaf verheven. In 1639 werd de heerlijkheid Blankenhain uit de erfenis van de graven van Gleichen verworven. Op 16 augustus 1641 werd de titel graaf van Gleichen toegekend met een zetel op de bank van de graven van de Wetterau in de Rijksdag en het bezit van de heerlijkheid Trachenberg in Silzië. In 1675 werd van de heren van Mörsberg de heerlijkheid Niederkranichfeld gekocht. Op 25 mei 1748 werden de graven verheven tot rijksvorst. Op 23 mei 1794 stierf deze tak uit. Trachenberg vererfde naar de tak Hatzfeld-Werther-Schönstein. De burcht Gleichen en de heerlijkheden Blankenhain en Niederkranichfeld vielen aan de leenheer, de keurvorst van Mainz.